# Lumumba Carson
Robert Lumumba Carson (* 4. August 1956; † 17. März 2006 in Brooklyn, New York), Künstlername: Professor X, war ein US-amerikanischer Rapmusiker und Mitglied der Band X-Clan.

## Leben
Carson war der Sohn des Bürgerrechtsaktivisten Sonny Carson. Er wurde bekannt mit einprägsamen Texten und gesellschaftskritischer Lyrik. Im Gegensatz zur Band Public Enemy, die im selben Zeitraum ebenfalls mit dem Conscious Rap Berühmtheit erlangte, hatte X-Clan nie denselben kommerziellen Erfolg. Während Public Enemy konsequent auf Konfrontation setzte, schlug Professor X auch versöhnliche Töne an, die ebenso von einem weißen Publikum goutiert wurden. Seine Band unterschied sich auch im Dresscode von anderen Hip-Hop-Gruppen: Man kleidete sich vorzugsweise afrikanisch. X-Clan produzierte zwei Alben, To the East, Blackwards (1990) und Xodus (1992), die sich für die Black-Power-Bewegung einsetzten. Als Solokünstler produzierte er 1991 das Album Years of the 9: On the Blackhand Side und 1993 Puss ’n Boots (The Struggle Continues). Mit dem Aufstieg des Gangsta-Rap in den 1990er Jahren verloren politische Hip-Hop-Gruppen wie X-Clan zunehmend an Einfluss.
Carson war neben seinen musikalischen Aktivitäten auch ein aktives Mitglied und Mitbegründer der Black-Muslim-Bürgerrechtsorganisation Blackwatch. Lumumba Carson infizierte sich mit Meningitis und starb am 17. März 2006; er hinterließ zwei Söhne.